# جون أ. إتش كيث
جون أ. إتش كيث (بالإنجليزية: John L. Keith)‏ هو لاعب كرة قدم أمريكية أمريكي، ولد في 28 نوفمبر 1869 في هومر في الولايات المتحدة، وتوفي في 22 فبراير 1931 في هاريسبرج في الولايات المتحدة.